# Yumileidi Cumbá
Yumileidi Cumbá (ur. 11 lutego 1975) – kubańska lekkoatletka, kulomiotka. Czterokrotna olimpijka (1996-2008), w tym mistrzyni olimpijska z 2004 roku.

## Sukcesy
- srebrny medal Mistrzostw Świata Juniorów w Lekkoatletyce (Lizbona 1994)
- 3 medale podczas Igrzysk Państw Ameryki Środkowej i Karaibów (złoto – Maracaibo 1998, złoto – Cartagena (Kolumbia) 2006, srebro – Ponce 1993)
- złoto Uniwersjady (Pekin 2001), dwa lata wcześniej Cumba wywalczyła srebrny medal tej imprezy
- 2. miejsce podczas Pucharu świata (Madryt 2002)
- srebrny medal Halowych Mistrzostw Świata w Lekkoatletyce (Budapeszt 2004)
- złoto Igrzysk olimpijskich (Ateny 2004)
- 3. miejsce na Pucharze świata (Ateny 2006)
- 4 medale Igrzysk Panamerykańskich (złoto – Santo Domingo 2003, srebro – Winnipeg 1999, srebro Rio de Janeiro 2007, brąz – Mar del Plata 1995)

## Rekordy życiowe
- Pchnięcie kulą – 19,97 (2004)
- Pchnięcie kulą (hala) – 19,31 (2004)